# Isidoro Sánchez García
Isidoro Sánchez García (La Orotava, 29 de gener de 1942) és un enginyer i polític canari. Estudià amb els salesians de la seva vila natal i el 1965 es graduà en enginyeria forestal a la Universitat de Madrid. Posteriorment treballà com a funcionari al Ministeri de Medi Ambient, i després per a la Conselleria d'Agricultura del Cabildo de Tenerife. De 1974 a 1979 fou director del Parc nacional de las Cañadas del Teide i de 1982 a 1987 ho fou del Parc Nacional de Garagonay, alhora que inspector de l'ICONA. També ha estat conseller delegat de Charco Verde, S.A a Tenerife.
Durant la transició democràtica participà amb el seu germà Francisco Sánchez García en la fundació de l'Agrupació Independent Orotava (AIO), amb la que fou escollit regidor de La Orotava a les primeres eleccions municipals democràtiques de 1979. Fou regidor de La Orotava fins al 1987 i conseller del Cabildo Insular de Tenerife de 1983 a 1987 en les files de l'Agrupació Tinerfenya Independent (ATI), de la que també n'havia estat fundador.
Amb l'Agrupacions Independents de Canàries (de la que l'ATI en formava part) fou elegit diputat a les eleccions al Parlament de Canàries de 1987 i 1991. El 1990-1991 fou portaveu suplent del grup AIC al Parlament de Canàries i senador designat per la comunitat autònoma el 1987-1989 i el 1992-1993. També fou escollit regidor de Puerto de la Cruz a les eleccions municipals de 1995.
El 1992 va ocupar l'escó corresponent per torn de la Coalició Nacionalista al Parlament Europeu, i fou elegit diputat a les eleccions al Parlament Europeu de 1994 i 1999, ocupant el seu escó per torn el 1994-1996 i el 1999-2003. Fou membre del Partit Popular Europeu, després del Grup Arc de Sant Martí i finalment del PELDR. De 1994 a 1996 fou membre de la Delegació per a les relacions amb els països de Sud-amèrica.
De 1996 a 1998 fou viceconseller de Relacions Institucionals del Govern de Canàries i assessor polític del President del Govern de Canàries. També és secretari de la Fundació Canària Rómulo Betancourt, tresorer de la Fundació Canària Alexander Von Humboldt i tresorer de la Fundació Canària de la Qualitat Mediambiental.

## Obres
- Periplo gomero, Alicante 1975–1978
- Venezuela y Canarias a través de Rómulo Betancourt, Ayuntamiento de la Orotava 1987
- Conde del Valle de Salazar, Madrid 1988
- Canarias y Venezuela en la ruta de Humboldt, Caracas 1993
- Agustín de Betancourt y Alexander von Humboldt, Strasburg 1996.